# Japans herrlandslag i innebandy
Japans herrlandslag i innebandy representerar Japan i innebandy på herrsidan.

## Historik
Laget spelade sin första landskamp den 15 maj 1995, då man förlorade med 0-18 mot Ryssland i Chur under Öppna Europamästerskapet. Kampen om att vara Asiens bästa innebandylandslag står mellan Japan och Singapore. Vid VM 2012 slutade Japan en placering högre.

### Fotnoter
1. ↑  Olsson, Persson, Olsson, Persson. Innebandy. Rabén & Sjögren